# Mémoires d'un amant lamentable
Mémoires d'un amant lamentable (titre original : Memoirs of a Mangy Lover) est une fausse autobiographie-confession d'un obsédé sexuel écrite par Groucho Marx en 1963 et publiée en France en 1984.
On y trouve des formules telles que « Economisez l’eau… prenez votre douche avec une amie ».